# Всесвітня сіоністська організація
Всесвітня сіоністська організація (івр. ההסתדרות הציונית העולמית ) — всесвітнє об'єднання прихильників сіонізму. Заснована за пропозицією Теодора Герцеля в 1897 році на І Сіоністському конгресі.

## Історія
Всесвітня сіоністська організація заснована на першому Сіоністському конгресі, що проходив у Базелі (Баслі) з 29 по 31 серпня 1897 року. На заході були присутні 208 делегатів і 26 кореспондентів преси. Конгрес скликав і очолив засновник сучасного сіоністського руху Теодор Герцль. Крім заснування Сіоністської організаці, Конгрес також сформулював сіоністську платформу, відому як Базельська програма і затвердив в якості свого гімну Га-Тіква (яка на той момент вже була гімном Ховавей Ціонон, а з 2004 року стала національним гімном держави Ізраїль).
Організація розбудовувалась за територіальним принципом, на засадах індивідуального членства в русі. Умовою до вступу в організацію було визнання Базельської програми та сплата членських внесків. Свідоцтво про сплату членського внеску було одночасно й членським квитком організації та мандатом на участь у виборі делегатів Сіоністських конгресів. У XX ст. організація зазнала поділу на фракції: Демократичну фракцію, Мізрахі, Поалей-Ціон, що мали власні програми та організаційні структури.